# Aciphylla
Aciphylla es un género de alrededor de 40 especies de plantas perteneciente a la familia Apiaceae, endémico de Nueva Zelanda y Australia. Crece como tallos erectos sobre una roseta de hojas puntiagudas.

## Taxonomía
El género fue descrito por J.R. Forster & G. Forster y publicado en Characteres Generum Plantarum 68. 1775. La especie tipo es: Aciphylla squarrosa J.R. Forst. & G. Forst. 

## Especies
- Aciphylla anomala
- Aciphylla aurea
- Aciphylla congesta
- Aciphylla colensoi
- Aciphylla crenulata
- Aciphylla crosby-smithii
- Aciphylla dieffenbachii
- Aciphylla dissecta
- Aciphylla divisa
- Aciphylla dobsonii
- Aciphylla ferox
- Aciphylla flexuosa
- Aciphylla glacialis
- Aciphylla glaucescens
- Aciphylla gracilis
- Aciphylla hectori
- Aciphylla hookeri
- Aciphylla horrida
- Aciphylla indurata
- Aciphylla lecometi
- Aciphylla leighii
- Aciphylla lyallii
- Aciphylla monroi
- Aciphylla montana
- Aciphylla multisecta
- Aciphylla pinnatifida
- Aciphylla polita
- Aciphylla procumbens
- Aciphylla scott-thomsonii
- Aciphylla similis
- Aciphylla simplex
- Aciphylla simplicifolia
- Aciphylla spedenii
- Aciphylla squarrosa
- Aciphylla stannensis
- Aciphylla subflabellata
- Aciphylla traillii
- Aciphylla traversii
- Aciphylla trifoliolata
- Aciphylla verticillata